# Trzęsienie ziemi w Chiapas (2017)
Trzęsienie ziemi w Chiapas – trzęsienie ziemi o sile 8,1 stopni w skali Richtera, które nastąpiło 7 września 2017 w Meksyku, w stanach Chiapas, Oaxaca oraz Tabasco. 
W wyniku trzęsienia ziemi najbardziej ucierpiał stan Chiapas. Wstrząsy zniszczyły położone w tym stanie miasto Juchitan, gdzie doszło do zawalenia się szpitala i ratusza. Zginęło 98 osób, a kilkaset zostało rannych. Łącznie około 2,5 miliona osób potrzebowało pomocy: dachu nad głową, prądu, wody lub jedzenia. Po trzęsieniu ziemi wydano ostrzeżenie przed tsunami, które obowiązywało w Meksyku, Gwatemali, Kostaryce, Nikaragui, Salwadorze, Hondurasie i w Panamie.